# Де Торби, Михаил Михайлович
Граф Михаил Михайлович де Торби (8 октября 1898, Висбаден — 25 апреля 1959, Лондон) — художник и коллекционер, сын великого князя Михаила Михайловича (1861—1929) и его морганатической супруги Софии Николаевны Меренберг, в браке графини де Торби (1868—1927). Правнук императора Николая I и А. С. Пушкина.

## Биография
Граф Михаил Михайлович де Торби был младшим ребёнком и единственным сыном в семье великого князя Михаила Михайловича и его морганатической супруги графини Софии Николаевны Меренберг; родился 26 сентября 1898 года по старому стилю и был крещён в церкви Святой Елизаветы при русской миссии в Висбадене 16 (28) ноября 1898 года. Поскольку император Александр III не признал этот брачный союз и объявил его «недействительным», супруги вынуждены были избрать Англию местом жительства для себя и своих детей.
Михаил Михайлович воспитывался в Итонском колледже. Он был одаренным художником, его работы отличались «приятными красками и свободным стилем». Особое пристрастие Михаил Михайлович питал к китайским сюжетам и свои произведения создавал в основном на рисовой бумаге в тонком китайском стиле.
Михаил Михайлович был известным в Англии коллекционером китайского фарфора, который часто изображал на своих натюрмортах. Выступал в качестве театрального художника.
Британское подданство Михаил Михайлович принял только в 1938 году, когда ему было уже сорок лет.
Собственной семьи Михаил Михайлович не имел и потомства не оставил. Жил граф де Торби в доме сестры Зии Уэрнер.
Скончался 25 апреля 1959 года.